# Ordine al merito (Waldeck e Pyrmont)
L'Ordine al merito (Verdienstorden) fu un'onorificenza fondata dal principe Giorgio Vittorio di Waldeck e Pyrmont il 3 luglio 1857 nell'ambito del proprio principato.

## Storia
L'Ordine venne fondato originariamente nel 1857 come medaglia di merito per ricompensare quanti si fossero distinti a favore del principato di Waldeck e Pyrmont, sia in ambito civile che militare. Ad ogni modo, con l'entrata del principato nell'orbita dell'Impero tedesco, l'Ordine venne per così dire "rifondato" il 14 gennaio 1871 e prese ufficialmente il nome di "Ordine al merito".

## Classi
Il primo ordine constava di una sola classe (medaglia di merito). Con la fondazione dell'Ordine vero e proprio, la medaglia divenne la II classe e venne aggiunta un'ulteriore classe di I grado. Il 26 settembre 1878, venne istituita la III classe e poi nel 1899 una IV classe con il seguente risultato:
- Croce di I classe (o ufficiale)
- Croce di II classe (o cavaliere)
- Medaglia d'oro
- Medaglia d'argento

## Descrizione
- La croce è composta di una croce di San Giorgio smaltata di bianco sostenuta all'anello tramite una foglia di quercia dorata. Al centro della croce si trova un medaglione smaltato di blu con una stella nera blasonata delle armi del principato di Waldeck e Pyrmont. Nella parte inferiore del medaglione si trova in caratteri gotici la scritta "Dem verdienst" ("al merito") in oro. Sul retro del medaglione, in oro su sfondo blu, si trovano le iniziali del fondatore "GV" (Giorgio Vittorio). La croce di I classe era più grande rispetto a quella di II classe. Le medaglie erano rispettivamente in oro e in argento senza smalti.
- Il nastro era bianco (per la classe militare) o giallo (per la classe civile) con una striscia nera-rossa-gialla per parte. Sul nastro, dal 12 maggio 1915, poterono essere apposte due spade incrociate per tutte le classi se la medaglia veniva concessa per meriti di guerra. Dal 23 febbraio 1918 venne stabilito che per ottenere le spade incrociate su questa onorificenza era necessario prima aver ottenuto la croce di ferro tedesca di I classe.

## Insigniti notabili
- Giosea di Waldeck e Pyrmont
- Gerd von Rundstedt
- Adolf Wild von Hohenborn
- Hermann Recknagel